# Lengnau bei Biel
Lengnau bei Biel (en francés Longeau) es una comuna suiza del cantón de Berna, situada en el distrito administrativo de Biel/Bienne. Limita al norte y al este con la comuna de Grenchen (SO), al sur con Büren an der Aare y Meinisberg, y al oeste con Pieterlen y Romont.
Situada históricamente en el distrito de Büren hasta su desaparición el 31 de diciembre de 2009.

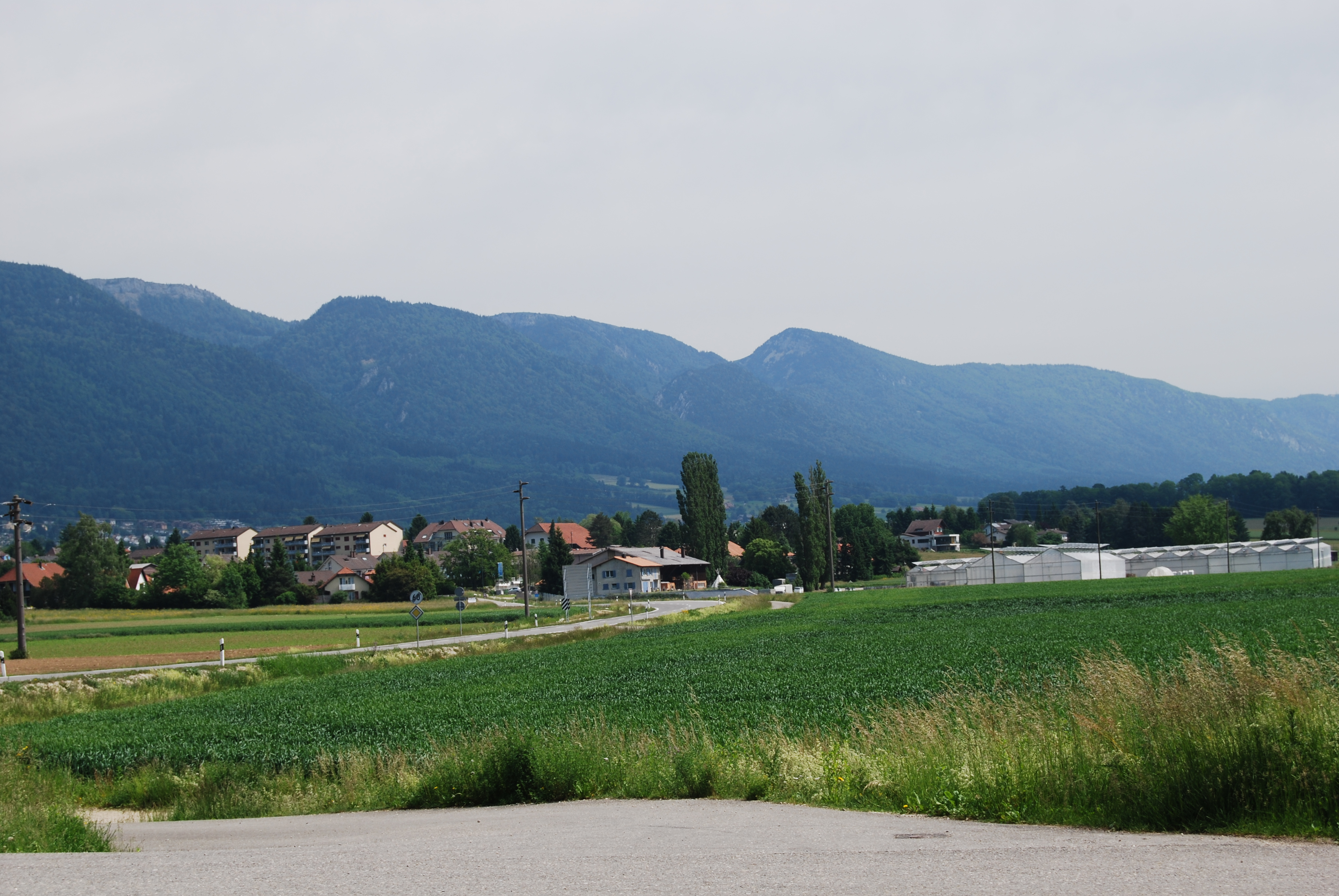
Lengnau

## Ciudades hermanadas
- Lengnau
- Monteroni
- Strakonice